# Catocala tapestrina
Catocala tapestrina är en fjärilsart som beskrevs av Moore 1882. Catocala tapestrina ingår i släktet Catocala och familjen nattflyn. Inga underarter finns listade i Catalogue of Life.